# Мост Намхан
Мост Намхан (кор. 남항대교 Намхан тэгё, буквально «Большой мост Южного порта») — автомобильно-пешеходный мост через Южный порт, соединяющий район Йондогу с районом Соку города-метрополии Пусан, Республика Корея. Длина моста около 1941 метров. Строительство началось в октябре 1997 года, и было завершено 9 июля 2008 года.